# De hoofdzaak
De hoofdzaak is het 66ste stripverhaal van De Kiekeboes. De reeks wordt getekend door striptekenaar Merho. Het album verscheen in augustus 1995.

## Verhaal
Kiekeboe krijgt de opdracht van Van de Kasseien om hem uit een Siciliaans hotel te smokkelen. Hij heeft namelijk een stommiteit met een vrouw van een maffiosi begaan. De familie van die vrouw wachten hem nu op aan de ingang van het hotel. Ondertussen verkennen Charlotte, Fanny en Konstantinopel het hotel. In de bar komt Charlotte haar dood gewaande neef Lex Tok tegen, maar hij herkent haar niet. Bovendien wordt hij omringd door een aantal ongure types. Charlotte met Konstantinopel naar het graf van haar neef, maar merkt daar niets speciaals op. 's Middags keren ze weer naar het kerkhof, waar ze twee mannen het graf van Lex zien openbreken en de kisten verwisselen. Als de bestelwagen even onbewaakt is, sluipen ze ernaartoe, maar Charlotte wordt betrapt. Konstantinopel kruipt gauw in de lege kist. Ze worden naar een kleine kasteeltje gevoerd, waar Charlotte wordt opgesloten. Konstantinopel kan haar redden en ze kunnen ontsnappen.
Enkele dagen later belt Lex Tok Charlotte op in het hotel, hij wil de familie Kiekeboe ontmoeten in Palermo. Marcel blijft in het hotel, want hij moet nog steeds Van de Kasseien helpen ontsnappen uit het hotel. Charlotte, Fanny en Konstantinopel begeven zich naar de afgesproken plaats, een Capucijnenklooster in Palermo, waar de priester Fra Gilo hen opwacht. In de catacomben worden ze in een verborgen ruimte geleid, waar warempel Lex Tok zit. Daar onthult hij dat zijn hoofd is getransplanteerd op een ander lichaam. Maar nu ze te veel weten, wordt opdracht gegeven aan Romeo Fiasco om ze te liquideren in het donker van de catacomben. Onwetend worden ze naar buiten geleid, tot wanneer de stroom uitvalt. Maar Fiasco is verblind door Fanny’s schoonheid en doet de stroom weer aan. Uiteindelijk slagen ze er allen in om te ontsnappen.